# Бенно Ройтер
Бенно Ройтер (нім. Benno Reuter; 27 грудня 1911, Максдорф — 17 грудня 1980, Зельце) — німецький офіцер, лейтенант резерву вермахту (1 листопада 1944). Кавалер Лицарського хреста Залізного хреста з дубовим листям.

## Біографія
1 квітня 1931 року вступив в 12-й піхотний полк. В жовтні 1936 року перейшов в 48-й піхотний полк 28-ї піхотної дивізії. Учасник Польської і Французької кампаній. В жовтні 1940 року його полк був переданий 100-й легкій (з липня 1942 року — єгерській) дивізії. З червня 1941 року брав участь в Німецько-радянській війні. Відзначився у січні 1944 року в боях на північ від Новгорода, де після загибелі командирів прийняв командування 6-ою та 7-ою ротами свого полку. Потім відзначився у боях під Білостоком (серпень 1944). До кінця війни бився на Східному фронті.

## Нагороди
- Медаль «За вислугу років у Вермахті» 4-го класу (4 роки)
- Залізний хрест
  - 2-го класу (9 листопада 1939)
  - 1-го класу (5 липня 1940)
- Штурмовий піхотний знак в сріблі
- Медаль «За зимову кампанію на Сході 1941/42»
- Кримський щит
- Нагрудний знак «За поранення» в чорному
- Лицарський хрест Залізного хреста з дубовим листям
  - лицарський хрест (8 лютого 1944)
  - дубове листя (№633; 28 жовтня 1944)